# Acanthorhogas setosus
Acanthorhogas setosus är en stekelart som beskrevs av Szepligeti 1906. Acanthorhogas setosus ingår i släktet Acanthorhogas och familjen bracksteklar. Inga underarter finns listade i Catalogue of Life.